# 法恩斯沃斯 (印地安納州)
法恩斯沃斯（英語：Farnsworth）是位於美國印地安納州沙利文縣的一個鬼鎮。該地的面積和人口皆未知。

## 地理
法恩斯沃斯所處的海拔為高於海平面158米（即518英呎），而該地所採用的時區為UTC-5，即北美東部時區（EST）。同時該地設有夏令時間，為UTC-5調快一小時，即UTC-4（EDT）。